# Pogonatum
Pogonatum és un gènere de molses de la família Polytrichaceae, conegudes vulgarment com a molses de cap de feltre, en referència a la caliptra peluda que cobreix la càpsula, i de fet nom llatí prové del grec πογοσ (pogos, 'barba') per aquest tret morfològic.

## Característiques
La majoria d'espècies del gènere són dioiques i, per tant, presenten òrgans florals masculins i femenins en el mateix individu. El protonema dels primers estadis de desenvolupament persisteix en l'etapa adulta sota del gametòfit. Les plantes poden ser simples o ramificades, i en general són mitjanes i fortes.
Les fulles són amples i sense clorofil·la a la base i es fan més estretes cap a la punta, amb un perfil lanceolat. La vena central de la fulla pren força espai de la superfície de la fulla, i està coberta de nombroses lamel·les. Els marges de les fulles solen ser serrats o dentats.
L'esporangi (càpsula) té forma ovo-cilíndrica i és curta, sense hipòfisi (coll de la càpsula) i amb 32 peristomes (de vegades i més rarament, només 16). La tapa (operculum) és rodona i amb forma de bec allargat. La caliptra (coberta de tot l'esporangi) sol tenir una forma semblant a una campana i és densament peluda.

## Distribució
El gènere es pot trobar a Nord-amèrica i Amèrica central, a Europa, Àfrica, Àsia i Oceania.

## Classificació
El gènere Pogonatum conté entre 52 i 57 espècies a tot el món, tot i que hi ha fins a 129 noms d'espècies acceptades. La falta de consens científic sobre la llista correcte d'espècies deriva de la limitada recerca disponible i, per tant, no està completament resolt el nombre d'espècies total que realment pertanyen al gènere. La revisió sistemàtica més recent es va realitzar el 1989, i llista fins a 52 espècies i algunes subespècies. A Espanya, s'observen les espècies P. aloides, P. nanum i P. urnigerum, i algunes altres espècies al conjunt d'Europa:
- Pogonatum aloides (present a Espanya)
- Pogonatum belangeri
- Pogonatum brachyphyllum
- Pogonatum brasiliense
- Pogonatum campylocarpon
- Pogonatum camusii
- Pogonatum capense
- Pogonatum cirratum (molt variable, amb subespècies)[6]
- Pogonatum comosum
- Pogonatum congolense
- Pogonatum contortum
- Pogonatum convolutum
- Pogonatum dentatum (present a països europeus)
- Pogonatum fastigiatum
- Pogonatum geheebii
- Pogonatum gracilifolium
- Pogonatum inflexum (confinada a l'est d'Àsia)[9]
- Pogonatum iwatsukii
- Pogonatum japonicum
- Pogonatum lamellosum
- Pogonatum marginatum
- Pogonatum microphyllum
- Pogonatum microstomum
- Pogonatum minus
- Pogonatum misimense
- Pogonatum nanum (present a Espanya)
- Pogonatum neesii (es confon sovint amb P. inflexum)
- Pogonatum neglectum
- Pogonatum neocaledonicum
- Pogonatum nipponicum
- Pogonatum norrisii
- Pogonatum nudiusculum
- Pogonatum otaruense
- Pogonatum patulum
- Pogonatum pensilvanicum
- Pogonatum pergranulatum
- Pogonatum perichaetiale
- Pogonatum peruvianum
- Pogonatum petelotii
- Pogonatum philippinense
- Pogonatum piliferum
- Pogonatum procerum
- Pogonatum proliferum
- Pogonatum rufisetum
- Pogonatum rutteri
- Pogonatum semipellucidum
- Pogonatum sinense
- Pogonatum spinulosum
- Pogonatum subfuscatum
- Pogonatum subtortile
- Pogonatum subulatum
- Pogonatum tahitense
- Pogonatum tortile
- Pogonatum tubulosum
- Pogonatum urnigerum (present a Espanya)
- Pogonatum usambaricum
- Pogonatum volvatum